# Mineralokortikoidreceptor
Mineralokortikoidreceptor (MR, MLR eller MCR), även känd som NR3C2 (kärnreceptorunderfamilj 3, grupp C, medlem 2) eller aldosteronreceptor är en typ av nukleär receptor.
Hos människor kodas MR av NR3C2-genen som finns på kromosom 4q31.1-31.2.